# 赖明
赖明（1956年8月—），江苏徐州人，汉族，中华人民共和国政治人物、第十一届全国政协委员。
加入九三学社，担任十一届全国政协常务委员、九三学社中央专职副主席。2008年，当选第十一届全国政协常务委员，代表九三学社，分入第十二组。2018年1月，当选第十三届全国政协委员。